# Freie Wähler Salzburg
Freie Wähler Salzburg ist eine im Land Salzburg tätige österreichische Partei. Sie entstand durch Umbenennung des Team Stronach Salzburg, der Landesorganisation des Team Stronach in Salzburg.

## Geschichte

### Als Team Stronach Salzburg
Bei der Landtagswahl in Salzburg 2013 erhielt das Team Stronach 8,34 % der abgegebenen Stimmen und zog mit drei Mandaten in den Salzburger Landtag ein. Dem Team Stronach Salzburg gelang damit als dritter Landesorganisation des Team Stronach, nach Kärnten und Niederösterreich der Einzug in einen österreichischen Landtag.
Als Landesparteiobmann fungierte Landesrat Hans Mayr. Im Juni 2013 holte Mayr Karin Prokop von der Bundespartei als seine Büroleiterin und Landesgeschäftsführerin nach Salzburg. Im Oktober 2013 wurde Mayr auf Wunsch von Bundesparteichef Frank Stronach von Helmut Naderer abgelöst, dabei wurde auch Prokop als Landesgeschäftsführerin abgelöst. Mit 31. Dezember 2014 beendete Prokop auch ihre Mitarbeit als Büroleiterin. Um ihre Arbeitsverträge entspann sich in der Folge ein Streit zwischen Naderer und Mayr. Daraufhin verließ Mayr im November 2015 das Team Stronach, seine Funktion und Mitarbeit in der Landesregierung sei davon unberührt.
Im November 2015 verließ auch Otto Konrad nach den parteiinternen Streitigkeiten das Team Stronach Salzburg, als freier Abgeordneter wolle er weiterhin die Landesregierung unterstützen.

### Unabhängigkeit und Umbenennung
Ende des Jahres 2016 erklärte sich das Team Stronach Salzburg als von der Bundespartei unabhängig. Im Juli 2017 wurde die Umbenennung auf Freie Wähler Salzburg bekanntgegeben und Parteichef Naderer plante ein Antreten unter diesem Namen bei der Landtagswahl in Salzburg 2018. Letztlich reichte die Partei aber keine Bezirkswahlvorschläge ein.